# Neverend
Neverend (Neverend Punk) je slovenska punk-rock skupina iz Nove Gorice. Začetki skupine segajo nekako v leto 2001, ko je trio goriških glasbenikov pričel igrati po bližnjih prizoriščih. Kasneje se je zasedba večkrat preoblikovala, pridružil se jim je najprej dodaten kitarist, kasneje še trobentač. Danes bend sestavljajo štirje člani: bobnar, glavni vokalist in basist ter dva kitarista.  
Leta 2010 so s skladbo Smoke & smile, ki je mešanica melodičnega punka in reggaeja, sodelovali na kompilaciji Od Soče do Korna, 2014 pa s Kje je pomen  in I Said Go na kompilaciji Punk Rock Val 2014.  
2014 je skupina v samozaložbi izdala svoj prvenec z naslovom Nothing is Complete ter nanj uvrstila 12 avtorskih komadov in eno priredbo. Album je izšel kot d.i.y. izdaja, za virtualno izdajo pa je poskrbela platforma Založba punk portala. Album se ponaša z zvoki kalifornijskega punka, ki ga včasih spremljajo zvoki trobente.
Aprila 2020 so Neverend izdali nov album z imenom Binded, na katerem  je 13 avtorskih skladb. 